# クリスチャン・ヒメネス
クリスチャン・ヒメネス（Christian Jimenez、2000年4月22日 - ）は、メキシコのプロボクサー。ハリスコ州グアダラハラ出身。元WBC世界バンタム級ユース王者。

## 来歴

### プロキャリア
2017年12月9日、グアダラハラのドモ・デル・パルクエ・サン・ラファエルにて、モイセズ・コロナと4回戦を行い、初回1分52秒TKO勝ちを収め、プロデビュー戦を白星で飾った。
2018年2月10日、グアダラハラのドモ・デル・パルクエ・サン・ラファエルにて、アルフォンソ・ガルシアとバンタム級4回戦を行い、初回1分13秒TKO勝ちを収めた。
2018年2月24日、グアダラハラのドモ・デル・パルクエ・サン・ラファエルにて、ホセ・アントニオ・サントスとバンタム級4回戦を行い、初回1分19秒TKO勝ちを収めた。
2018年3月10日、グアダラハラのドモ・デル・パルクエ・サン・ラファエルにて、マリオ・ビクトリノ・ベラとスーパーバンタム級4回戦を行い、4回判定0-3（37-39 × 3）の判定負けでプロ初黒星を喫した。
2018年4月7日、グアダラハラのドモ・デル・パルクエ・サン・ラファエルにて、クリスチャン・モイセズ・ロペスとバンタム級4回戦を行い、3回TKO勝ちを収めた。
2018年6月9日、グアダラハラのユニダド・デポルティバ・リオ・デ・ハネイロにて、ファン・ディエゴ・ザラゴサとバンタム級4回戦を行い、4回判定3-0（40-36 × 3）の判定勝ちを収めた。
2018年7月21日、グアダラハラのドモ・デル・パルクエ・サン・ラファエルにて、カルロス・ロベルト・ロペスとバンタム級4回戦を行い、初回46秒TKO勝ちを収めた。
2018年8月18日、グアダラハラのドモ・デル・パルクエ・サン・ラファエルにて、ウーゴ・フォウヘラスとバンタム級6回戦を行い、3回22秒TKO勝ちを収めた。
2018年10月6日、グアダラハラのアリーナ・ハリスコにて、セルジオ・フローレス・アギラーとバンタム級6回戦を行い、6回判定3-0（59-55 × 2、60-54）の判定勝ちを収めた。
2018年12月21日、トラケパケのパレンケ・デ・ラ・フェリアにて、ビクトル・オロスコ・メンドーサとフェザー級8回戦を行い、初回2分22秒TKO勝ちを収めた。
2019年2月16日、グアダラハラのユニダド・デポルティバ・リオ・デ・ハネイロにて、ベニト・サンチェス・ガルシアとFECOMBOXメキシコバンタム級王座決定戦を行い、10回判定0-3（92-98 × 2、93-97）の判定負けを喫すると共に王座獲得に失敗した。
2019年6月1日、シナロア州のマサトランにて、ルーベン・グスタボ・ベガとスーパーバンタム級8回戦を行い、8回判定1-2（76-77 × 2、79-73）の判定負けを喫した。
2019年8月10日、サン・ファン・デ・ロス・ラゴスのエスタディオ・アントニオ・アール・マルケスにて、マルティン・ヒメネス・デルガドとバンタム級6回戦を行い、6回判定3-0（59-55 × 3）の判定勝ちを収めた。
2019年10月4日、グアダラハラのジムナシオ・メキシコ・68にて、ホルへ・サンチェス・ザラテとバンタム級10回戦を行い、3回2分58秒TKO勝ちを収めた。
2019年10月26日、アメカのプラザ・デ・トロス・ラ・ユニオンにて、ホルへ・サンチェス・ザラテとバンタム級6回戦を行い、6回判定3-0（60-54、59-55、58-56）の判定勝ちを収めた。
2020年1月18日、タマスラのセントロ・デ・コンベンションズにて、マービン・ディアス・カナレスとバンタム級8回戦を行い、初回1分46秒KO勝ちを収めた。
2021年2月26日、タルパ・デ・アジェンデのリエンソ・チャーロにて、クリスチャン・コルテス・ゴンサレスとフェザー級8回戦を行い、8回判定3-0（80-72 × 3）の判定勝ちを収めた。
2021年3月26日、ホコテペクのリエンソ・チャーロ・デ・アジジックにて、マービン・ディアス・カナレスとフェザー級8回戦を行い、2回2分6秒TKO勝ちを収めた。
2021年6月25日、ティフアナのグランドホテルにて、ノエ・ロブレス・サラスとスーパーフライ級10回戦を行い、ラウンド不明2分59秒TKO勝ちを収めた。
2021年10月8日、エルモシージョのアリーナ・ソノラにて、アクセル・アウマダとフェザー級10回戦を行い、初回2分12秒TKO勝ちを収めた。
2021年11月12日、プエルト・バヤルタのセントロ・インターナショナル・デ・コンベンションズにて、エディンソ・トーレスとWBC世界バンタム級ユース王座決定戦を行い、初回2分44秒KO勝ちを収め、王座獲得に成功した。
2022年2月11日、グアダラハラのアリーナ・アルカルデにて、アンヘル・アビレス・アルメンタとスーパーバンタム級10回戦を行い、6回1分19秒TKO勝ちを収めた。
2022年7月1日、サン・ニコラス・デ・ロス・ガルサのジムナシオ・レボルシオンにて、アレハンドロ・エスピノサ・ティノコとバンタム級10回戦を行い、10回判定3-0（99-91、98-92、97-93）の判定勝ちを収めた。
2022年10月7日、エルモシージョのセントロ・デ・ウソズ・ムルティプレズにて、ホルへ・サンチェス・ザラテとバンタム級8回戦を行い、8回判定3-0（80-70、79-71、78-72）の判定勝ちを収めた。
2023年8月11日、大阪府立体育会館にて、西田凌佑（六島）とIBF世界バンタム級挑戦者決定戦を行い、12回判定0-3（111-117、112-116、110-118）の判定負けを喫すると共に王者のエマヌエル・ロドリゲスへの挑戦権獲得に失敗した。
2024年1月26日、グアダラハラのエル・ドモ・デル・コード・ハリスコにて、イバン・メネセズとスーパーバンタム級8回戦を行い、初回2分59秒TKO勝ちを収めた。
2024年5月17日、ハリスコ州のサン・ファン・デ・ロス・ラゴスにて、ビクトル・トレホ・ガルシアとバンタム級10回戦を行い、7回2分43秒TKO勝ちを収めた。
2024年11月22日、ハリスコ州のグアダラハラにて、アレクシス・モリナ・アギーレとWBOラテンアメリカバンタム級王座決定戦を行い、5回1分4秒TKO勝ちを収めると共に王座獲得に成功した。
2025年9月14日、愛知県の愛知国際アリーナにて、武居由樹（大橋）とWBO世界バンタム級タイトルマッチを行う予定。

## 戦績
- プロボクシング：29戦 25勝 (18KO) 4敗

| 戦           | 日付           | 勝敗 | 時間    | 内容     | 対戦相手                           | 国籍       | 備考                                   |
| ------------ | -------------- | ---- | ------- | -------- | ---------------------------------- | ---------- | -------------------------------------- |
| 1            | 2017年12月9日  | ☆    | 1R 1:52 | TKO      | モイセズ・コロナ                   | メキシコ   | プロデビュー戦                         |
| 2            | 2018年2月10日  | ☆    | 1R 1:13 | TKO      | アルフォンソ・ガルシア             | メキシコ   |                                        |
| 3            | 2018年2月24日  | ☆    | 1R 1:19 | TKO      | ホセ・アントニオ・サントス         | メキシコ   |                                        |
| 4            | 2018年3月10日  | ★    | 4R      | 判定 0-3 | マリオ・ビクトリノ・ベラ           | メキシコ   |                                        |
| 5            | 2018年4月7日   | ☆    | 3R      | TKO      | クリスチャン・モイセズ・ロペス     | メキシコ   |                                        |
| 6            | 2018年6月9日   | ☆    | 4R      | 判定 3-0 | ファン・ディエゴ・ザラゴサ         | メキシコ   |                                        |
| 7            | 2018年7月21日  | ☆    | 1R 0:46 | TKO      | カルロス・ロベルト・ロペス         | メキシコ   |                                        |
| 8            | 2018年8月18日  | ☆    | 3R 0:22 | TKO      | ウーゴ・フォウヘラス               | メキシコ   |                                        |
| 9            | 2018年10月6日  | ☆    | 6R      | 判定 3-0 | セルジオ・フローレス・アギラー     | メキシコ   |                                        |
| 10           | 2018年12月21日 | ☆    | 1R 2:22 | TKO      | ビクトル・オロスコ・メンドーサ     | メキシコ   |                                        |
| 11           | 2019年2月16日  | ★    | 10R     | 判定 0-3 | ベニト・サンチェス・ガルシア       | メキシコ   | FECOMBOXメキシコバンタム級王座決定戦   |
| 12           | 2019年6月1日   | ★    | 8R      | 判定 1-2 | ルーベン・グスタボ・ベガ           | メキシコ   |                                        |
| 13           | 2019年8月10日  | ☆    | 6R      | 判定 3-0 | マルティン・ヒメネス・デルガド     | メキシコ   |                                        |
| 14           | 2019年10月4日  | ☆    | 3R 2:58 | TKO      | ブライアン・ロドリゲス・エスキバル | メキシコ   |                                        |
| 15           | 2019年10月26日 | ☆    | 6R      | 判定 3-0 | ホルへ・サンチェス・ザラテ         | メキシコ   |                                        |
| 16           | 2020年1月18日  | ☆    | 1R 1:46 | KO       | マービン・ディアス・カナレス       | メキシコ   |                                        |
| 17           | 2021年2月26日  | ☆    | 8R      | 判定 3-0 | クリスチャン・コルテス・ゴンサレス | メキシコ   |                                        |
| 18           | 2021年3月26日  | ☆    | 2R 2:06 | TKO      | マービン・ディアス・カナレス       | メキシコ   |                                        |
| 19           | 2021年6月25日  | ☆    | R 2:59  | TKO      | ノエ・ロブレス・サラス             | メキシコ   |                                        |
| 20           | 2021年10月8日  | ☆    | 1R 2:12 | TKO      | アクセル・アウマダ                 | メキシコ   |                                        |
| 21           | 2021年11月12日 | ☆    | 1R 2:44 | KO       | エディンソ・トーレス               | ベネズエラ | WBC世界バンタム級ユース王座決定戦      |
| 22           | 2022年2月11日  | ☆    | 6R 1:19 | TKO      | アンヘル・アビレス・アルメンタ     | メキシコ   |                                        |
| 23           | 2022年7月1日   | ☆    | 10R     | 判定 3-0 | アレハンドロ・エスピノサ・ティノコ | メキシコ   |                                        |
| 24           | 2022年10月7日  | ☆    | 8R      | 判定 3-0 | ホルへ・サンチェス・ザラテ         | メキシコ   |                                        |
| 25           | 2023年8月11日  | ★    | 12R     | 判定 0-3 | 西田凌佑（六島）                   | 日本       | IBF世界バンタム級挑戦者決定戦          |
| 26           | 2024年1月26日  | ☆    | 1R 2:59 | TKO      | イバン・メネセズ                   | メキシコ   |                                        |
| 27           | 2024年5月17日  | ☆    | 7R 2:43 | TKO      | ビクトル・トレホ・ガルシア         | メキシコ   |                                        |
| 28           | 2024年11月22日 | ☆    | 5R 1:04 | TKO      | アレクシス・モリナ・アギーレ       | メキシコ   | WBOラテンアメリカバンタム級王座決定戦  |
| 29           | 2025年5月30日  | ☆    | 2R 2:13 | TKO      | ファン・ラミレス・マルケス         | メキシコ   |                                        |
| 30           | 2025年9月14日  | -    | -       | -        | 武居由樹（大橋）                   | 日本       | WBO世界バンタム級タイトルマッチ 試合前 |
| テンプレート |                |      |         |          |                                    |            |                                        |

## 獲得タイトル
- WBC世界バンタム級ユース王座
- WBOラテンアメリカバンタム級王座